# 古川市警察
古川市警察（ふるかわしけいさつ）は、かつて存在した宮城県古川市（現大崎市）の自治体警察。

## 概要
旧警察法の施行で、従来の宮城県警察部が解体され、1950年（昭和25年）12月15日に古川市警察署が設置された。
1954年（昭和29年）に、旧警察法が全面改正される形で新警察法が公布された。これにより国家地方警察と自治体警察が廃止され、新たに都道府県警察として宮城県警察本部が発足。古川市警察も宮城県警察に統合され、姿を消した。